# 황희선생영당지
황희선생영당지(黃喜先生影堂址)는 대한민국 경기도 파주시 문산읍 사목리에 있는, 조선 초기(朝鮮初期)의 명재상(名宰相)이며 청백리의 표상인 방촌 황희(厖村 黃喜, 1363∼1452)선생의 유업을 기리기 위하여 후손들이 영정을 모시고 제사를 지내는 곳이다. 1976년 8월 27일 경기도의 기념물 제29호로 지정되었다.

## 개요
조선 초기(朝鮮初期)의 명재상(名宰相)이며 청백리의 표상인 방촌 황희(厖村 黃喜, 1363∼1452)선생의 유업을 기리기 위하여 후손들이 영정을 모시고 제사를 지내는 곳이다. 선생의 호를 따라 방촌영당이라고도 한다. 황희선생은 오늘 날에도 존경받는 조선의 최장수 재상으로 고려말부터 조선으로 교체되던 우리 역사의 격동기 속에서 활동했었다. 그는 여러 요직을 두루거치며 문물과 제도 정비에 노력하여 조선 태종(太宗)대에 국가기반을 확립하는데 큰 업적을 남겼다. 그리고 세종(世宗)대에는 20여년 동안 국정을 총리하는 의정부(議政府)의 최고 관직인 영의정부사(領議政府事)로서 외교와 문물제도의 정비, 4군 6진의 개척, 집현전을 중심으로 한 문물의 진흥 등을 지휘하여 세종성세(世宗盛世)를 이루는데 크게 기여하였다.
문종2년(1452) 90세의 일기로 세상을 떠나자 세종의 묘정에 배향되고, 세조 원년(1455)에 유림들이 그의 유덕을 추모하기 위하여 이곳에 영당을 세우고 영정을 모셨으니 지금으로부터 약 550여년 전의 일이다. 그 후 한국전쟁으로 전부 불탄 것을 1962년 후손 들이 복원하여 오늘날에 이르고 있는데 영당의 구조는 정면 3칸, 측면 2칸의 규모에 전퇴(前退)는 개방되어 있으며 측벽은 방화벽으로 되어 있는 겹처마의 맞배지붕이다. 기둥머리는 초익공의 공포형식이며, 단청이 단아하다. 영당 내부에는 중앙에 감실을 두고 그 안에 영정을 모셨으며, 바닥은 우물마루이고 천장은 반자가 꾸며진 우물천장이다. 건물 주위에 직사각형의 담장이 둘러쳐져 있으며, 정면 입구에는 솟을삼문이 있다. 영당 주위로는 선생께서 관직에서 물러나 갈매기를 벗삼아 여생을 보냈다는 반구정과 앙지대가 있으며 재실인 경모재와 선생의 고손인 월헌공 황맹헌 선생의 부조묘 등 있다.

## 참고 문헌
- 황희선생영당지 - 국가유산청 국가유산포털